# Ain Arnat Airport
Ain Arnat Airport är en flygplats i Algeriet. Den ligger i provinsen Sétif, i den norra delen av landet, 210 km öster om huvudstaden Alger. Ain Arnat Airport ligger 1 038 meter över havet.
Terrängen runt Ain Arnat Airport är huvudsakligen platt, men norrut är den kuperad.Runt Ain Arnat Airport är det ganska tätbefolkat, med 230 invånare per kvadratkilometer. Närmaste större samhälle är Sétif, 8,0 km öster om Ain Arnat Airport. Trakten runt Ain Arnat Airport består till största delen av jordbruksmark.